# 東京ダイヤモンド工具製作所
株式会社東京ダイヤモンド工具製作所（とうきょう-こうぐせいさくしょ、英: Tokyo Diamond Tools Mfg. Co., Ltd.）は、東京都目黒区に本社を構える独立系ダイヤモンド工具の総合メーカー。

## 概要
1932年設立。半導体を中心として、電気・電子、輸送機器、精密機械、建設、医療機器等、幅広い業界で使用されているダイヤモンド工具を提供。独立系ダイヤモンド工具メーカーながらも、世界市場に向けて独自に積極展開している。
会社標語は「Challenge to Change」。

## 所在地
- 本社：東京都目黒区中根2丁目3番5号
- 営業所：国内5ヶ所（東京、宮城、大阪、愛知、福岡）、海外2ヶ所（タイ、シンガポール）
- 工場・開発拠点：国内4ヶ所（宮城2ヶ所、長野、埼玉）、海外1ヶ所（タイ）

## 取り扱い製品
- ダイヤモンドコアドリル[1][2]
- ダイヤモンドプレート
- ダイヤエンドミル
- ダイヤモンドドレッサー